# اتحادیه فهرست نام هنرمندان
اتحادیه فهرست نام هنرمندان (به انگلیسی: Union List of Artist Names) به اختصار (ULAN) پایگاه داده برخطی است که در آن ۲۹۳،۰۰۰ نام و نام خانوادگی هنرمندان و انواع تلفظ‌ها در چند زبان نگهداری می‌شود و نام‌هایی که در طی زمان تغییر کردند مثلاً افرادی که بعد از ازدواج تغییر نام دادند نیز در این مجموعه موجود است.